# Oksbøl (Varde Kommune)
Oksbøl ist ein kleiner dänischer Ort der Kommune Varde in der Region Syddanmark. 
Im Westen von Vejers Strand, im Norden von den Orten Vrøgum und Jegum, im Osten von Billum und im Süden von der Ho Bugt umgeben. 

## Infrastruktur
Oksbøl hat mit einem Bahnhof an der Bahnstrecke Varde–Nørre Nebel, einer Post, einer Bank und mehreren Supermärkten eine zentrale Funktion für die umliegenden Siedlungen.
Oksbøl verfügt über eine Kaserne des dänischen Heeres und eine Jugendherberge. 
Das privat betriebene Feuerwehrmuseum zeigte in drei Hallen dänische Feuerwehrfahrzeuge des 20. Jahrhunderts. Es ist seit 2020 geschlossen. 
In einer weiteren Halle werden Panzer des dänischen Heeres nach dem Zweiten Weltkrieg ausgestellt. Das Bernsteinmuseum ist in den Museumskomplex der Tirpitz-Stellung ins benachbarte Blåvand umgezogen. 
Die ältesten Teile der für ihre Kalkmalereien bekannten Aal Kirke wurden im 10. Jahrhundert errichtet.

## Flüchtlingslager und Kriegsgräberstätte
Das Flüchtlingslager Oksbøl beherbergte zwischen 1945 und 1949 bis zu 36.000 deutsche Flüchtlinge und Vertriebene. Im Juni 2022 wurde dort das FLUGT – Refugee Museum eröffnet. In der Deutschen Kriegsgräberstätte Oksbøl ruhen Tote aus dem Zweiten Weltkrieg und aus der Zeit des Flüchtlingslagers.

## Bilder

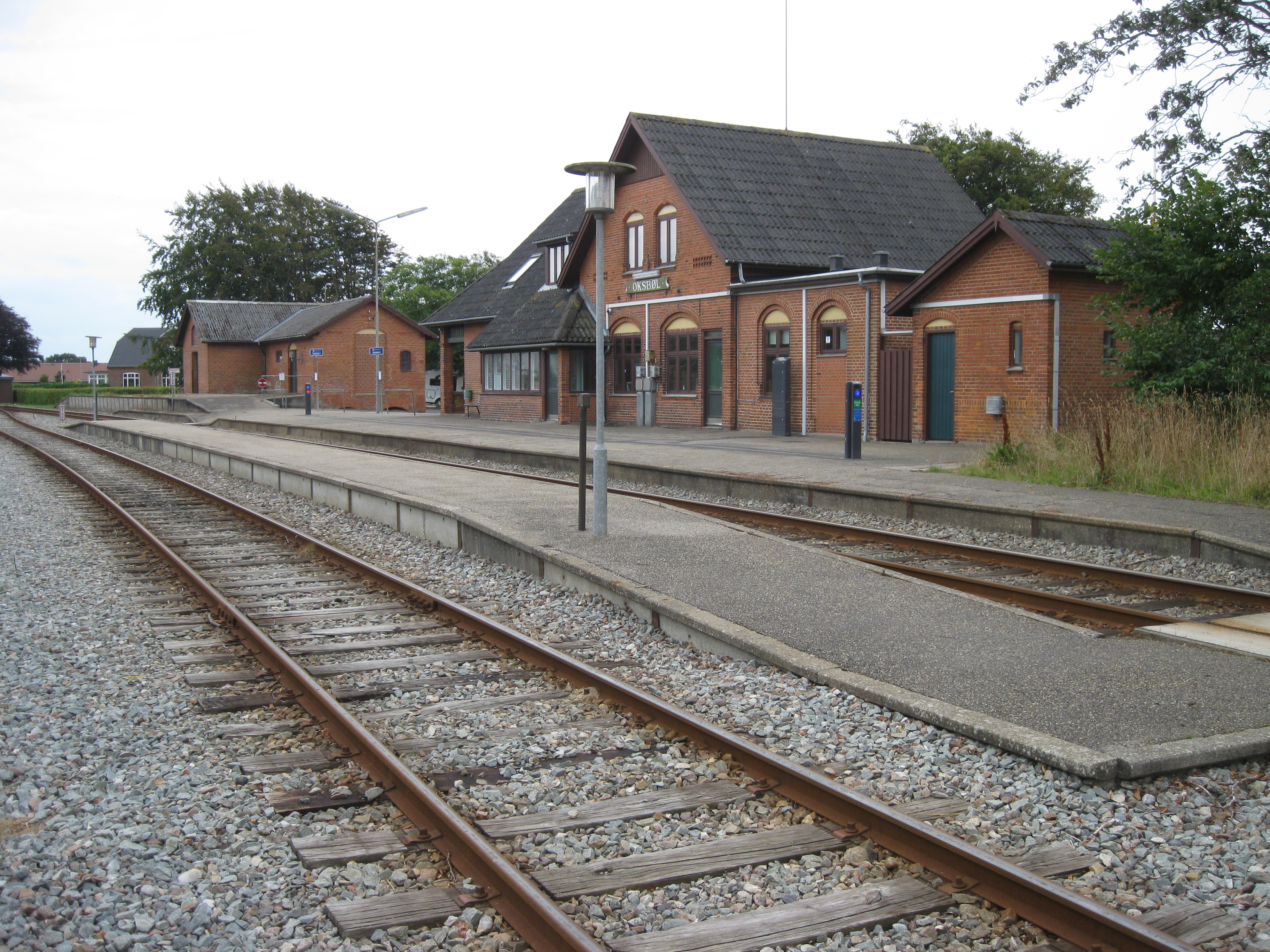
Bahnhof
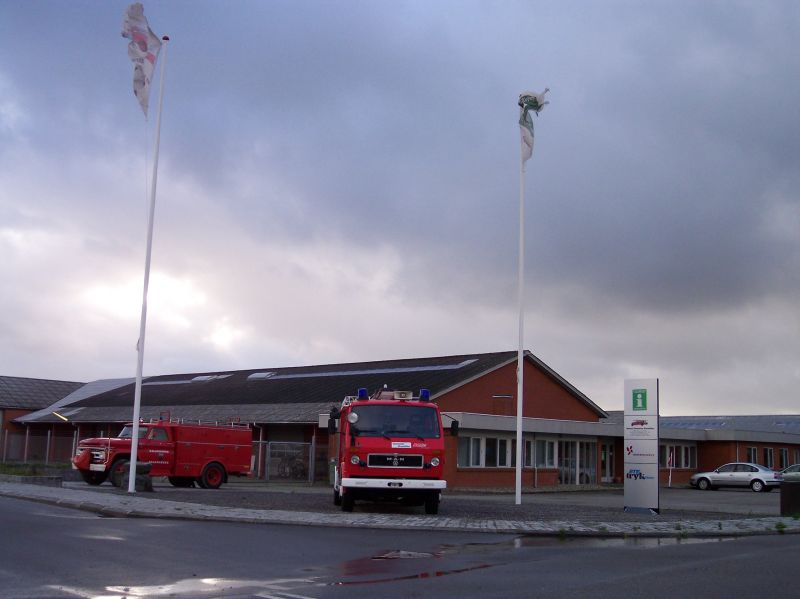
Feuerwehrmuseum
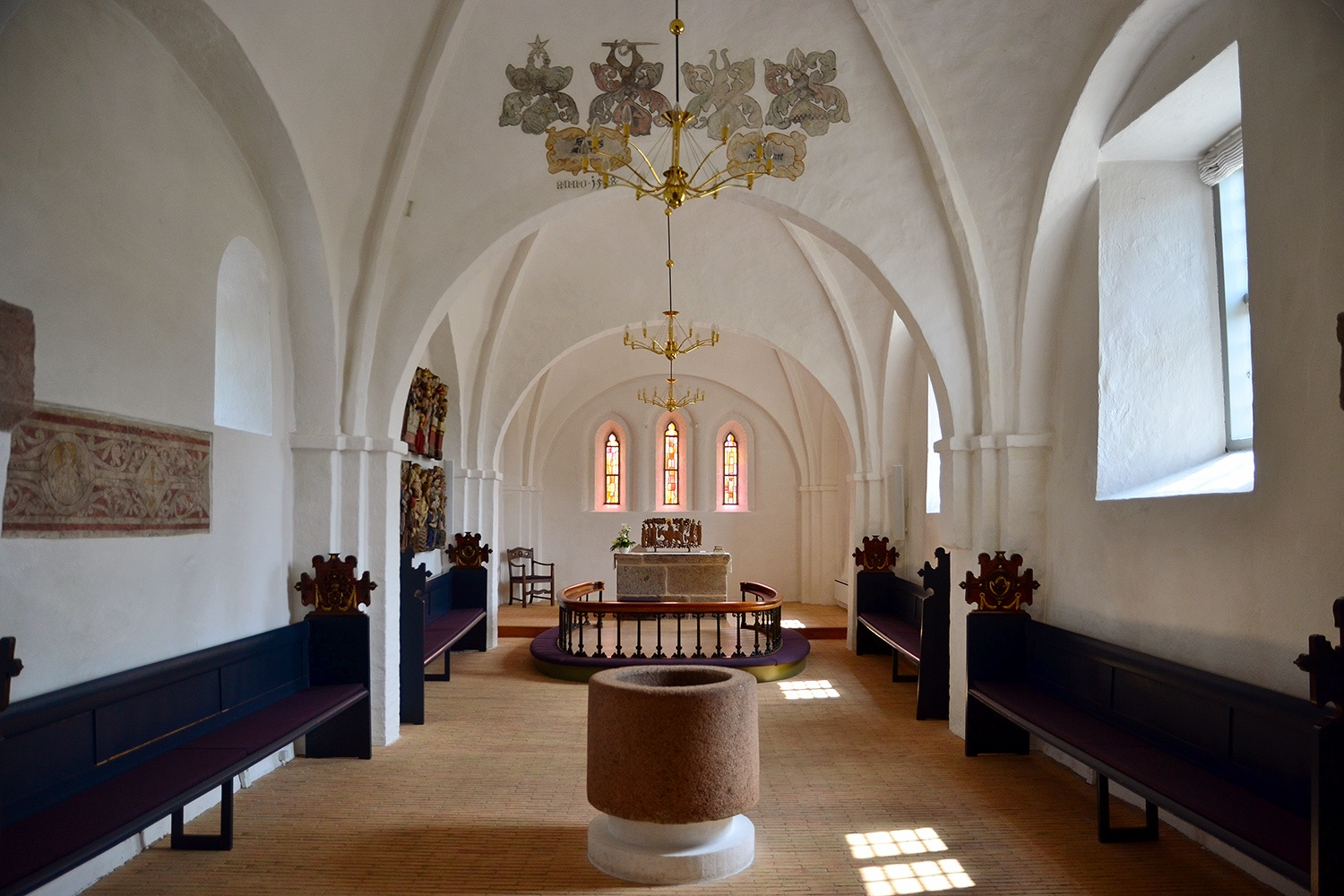
Altarraum der Kirche
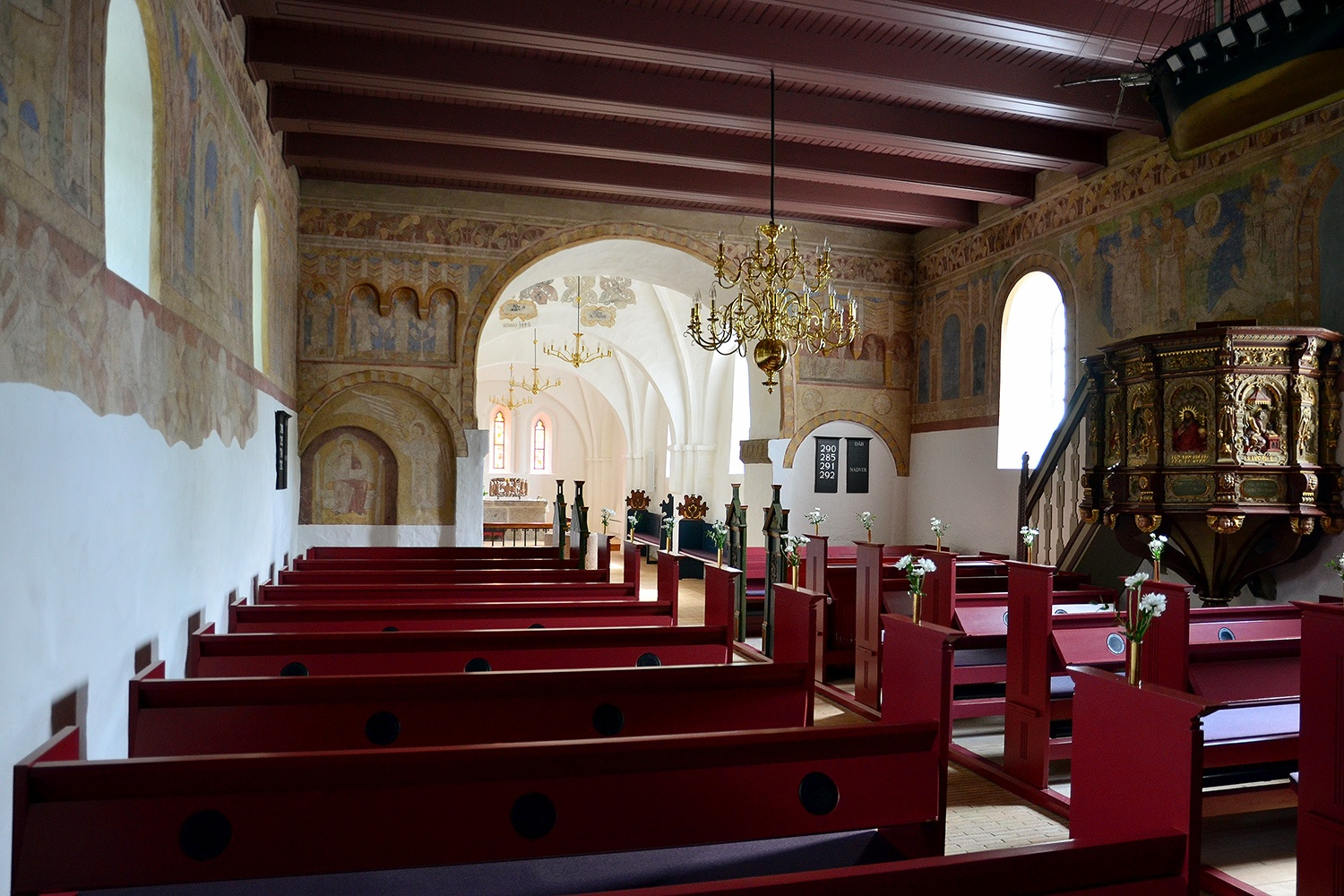
Innenraum